# Myrcianthes coquimbensis
Espèce
Myrcianthes coquimbensis est une espèce de plantes à fleurs de la famille des Myrtaceae. C'est un arbuste à feuilles persistantes endémique du Chili et qui est considéré comme une espèce en voie de disparition. Il produit des fruits comestibles.

## Description
Myrcianthes coquimbensis est un petit arbuste arrondi, aromatique et dense, atteignant environ 1,5 m de haut. Ses feuilles persistantes, à pétiole court, sont ovales ou elliptiques, à marges entières souvent enroulées vers le bas. Coriaces, leurs extrémités sont arrondies et franches. Elles mesurent 1,5 à 2,5 cm de long et 1,2 à 1,8 cm de large. Les nervures latérales sont presque perpendiculaires à la nervure centrale. Les petites fleurs poussent seules ou par groupes de trois, la centrale étant sessile et les latérales à pédoncule court. Les cinq pétales sont blancs et présentent une rangée d'étamines saillantes. Le fruit est une baie charnue comestible contenant une ou deux graines, surmontée des restes des cinq sépales persistants. Le fruit a un diamètre de 1,5 à 2 cm et devient rouge à maturité,.

## Répartition et habitat
Myrcianthes coquimbensis est endémique de la région de Coquimbo au Chili. Son aire de répartition s'étend sur environ 83 km le long de la côte de la province d'Elqui, dans la région chilienne de Coquimbo. Elle pousse généralement sur les rochers côtiers situés sur des pentes presque constamment humides grâce aux brumes apportées par l'océan Pacifique, bien que certaines plantes poussent ailleurs. Cette espèce est souvent associée à une communauté d'autres plantes et arbustes, notamment Bridgesia incisifolia, Oxalis gigantea, Heliotropium stenophyllum, Bahia ambrosioides et Polyachyrus poeppigii. Cet arbuste est considéré comme « en voie de disparition » en raison de la perte d'habitat, de l'absence de floraison et de fructification, et du manque de jeunes plants qui en résulte.

## Dénomination
Cette espèce est communément appelée lucumillo au Chili.

## Systématique
Le nom correct complet (avec auteur) de ce taxon est Myrcianthes coquimbensis (Barnéoud (d)) Landrum (d) & Grifo (d).
L'espèce a été initialement classée dans le genre Myrtus sous le basionyme Myrtus coquimbensis Barnéoud.
Myrcianthes coquimbensis a pour synonymes :
- Aspidogenia coquimbensis (Barnéoud) Burret
- Myrtus coquimbensis var. rotundifolia O.Berg
- Myrtus coquimbensis Barnéoud
- Reichea coquimbensis (Barnéoud) Kausel